# Wesley Crusher
Wesley Crusher je fiktivni lik iz američke znastveno-fantastične serije Zvjezdane staze kojeg glumi Wil Wheaton. Pojavljuje se u serijalu Nova generacija te nakratko u filmu Nemesis.